# LimeSurvey
LimeSurvey is een vrije, opensource webapplicatie voor het maken van online enquêtes of bevragingen. Het pakket, dat vroeger PHPSurveyor heette, is geschreven in PHP, en steunt op een database (MySQL, PostgreSQL of Microsoft SQL Server). Naast de Community Edition biedt LimeSurvey ook betaalde varianten aan.
Gebruikers kunnen via een webbrowser enquêtes ontwikkelen, uittesten en publiceren. De resultaten worden opgeslagen in de database. De gegevens vormen de basis van statistieken, en kunnen geëxporteerd worden naar externe applicaties, bijvoorbeeld een spreadsheet.  Het pakket is beschikbaar in meer dan 80 talen. 
Met behulp van externe modules kan het pakket ook gekoppeld worden met andere webapplicaties zoals WordPress  of Drupal. 